# Schizomyia impatientis
Schizomyia impatientis är en tvåvingeart som först beskrevs av Osten Sacken 1862.  Schizomyia impatientis ingår i släktet Schizomyia och familjen gallmyggor.
Artens utbredningsområde är District of Columbia. Inga underarter finns listade i Catalogue of Life.